# USS Zeilin (DD-313)
USS Zeilin (DD-313) – amerykański niszczyciel typu Clemson będący w służbie United States Navy w okresie po I wojnie światowej. Patronem okrętu był Jacob Zeilin.
Stępkę okrętu położono 20 lutego 1919 w stoczni Bethlehem Shipbuilding Corporation w San Francisco. Zwodowano go 28 maja 1919, matką chrzestną była żona Williama P. Lindleya. Jednostka weszła do służby 10 grudnia 1920 w Mare Island Navy Yard, pierwszym dowódcą został Lieutenant Commander James D. Moore.
Po rejsie odbiorczym „Zeilin” został przydzielony do 33 Dywizjonu 11 Eskadry Niszczycieli (ang. Division 33, Squadron 11, Destroyers) Battle Force, bazującej w San Diego. Przez następne dziewięć lat, operując z tego portu, brał udział w manerwach i szkoleniach na różnych szczeblach. W lipcu 1923 ucierpiał w kolizji z USS „Henderson” (AP-1) w Zatoce Puget, ale po naprawach wrócił do służby.
22 stycznia 1930 „Zeilin” wycofany ze służby w San Diego. Jego nazwę skreślono z listy jednostek floty 8 lipca 1930, a następnie jednostkę zezłomowano.